# Epic Armageddon
Epic Armageddon (EA40K) (prima anche solamente Epic o Epic 40.000) è un gioco da tavolo di tipo wargame tridimensionale ispirato alla cupa ed oscura ambientazione futuristica di Warhammer 40.000, che prevede miniature alte però 6mm, per permettere la ricreazione di battaglie campali di enorme scala (tattiche, ma anche strategiche); prodotto dalla Games Workshop e dalla società che gli fa capo Forge World dal 1988.
Il titolo nelle varie versioni ed espansioni (1989, 1990, 1997, 2004) a differenza di Apocalisse, introduce nuovi mezzi e unità di terra, tra cui i grandi mecha ( detti titani) e altri tipi di carri armati; anche in questo gioco sono poi utilizzabili le nuove unità aeree, che si hanno a disposizione con il gioco Aeronautica Imperialis.

## Meccanica di Gioco
Epic Armageddon è mirato a ricreare scontri di dimensioni enormi, dove si possono schierare migliaia di unità grazie alla piccola taglia e all'alto limite di punti schierabili; per non rendere impossibile la giocabilità, le unità sono montate su basette di minimo 5x20 mm, sulle quali sono montati più modelli o un singolo modello grande.
Per dare un maggior senso dell'epicità di questo gioco, vengono introdotti i segnalini esplosione che interagiscono con l'ambiente circostante, spesso portando a modificare radicalmente la tattica da seguire.
Epic Armageddon si distingue dagli altri wargame anche per le regole, che sono indirizzate a favorirne il realismo.
All'inizio di ogni turno si tira un D6 (dado a 6 facce) per determinare chi inizia, mentre successivamente si muove un'unità alla volta, alternandosi con l'avversario.
A causa del grande numero di modelli da dover gestire (molti per ogni basetta), il sistema di colpire/ferire è stato largamente semplificando per permettere una maggiore giocabilità.

## Storia
Epic Armageddon nasce nel 2004 come trasposizione di Warmaster nell'universo di Warhammer 40'000, facente parte della linea Specialist Games della Games Workshop.
Originariamente solo in inglese, solo di recente il manuale è stato tradotto in italiano da un gruppo di appassionati volontari.
Il regolamento tradotto dai volontari è stato reso disponibile gratuitamente dalla Games Workshop anche se non è stato supervisionato dalla Games Workshop, quindi è da considerarsi non totalmente attendibile nei background. Nella Versione 1.1 sono stati eliminati la maggior parte dei refusi, scaricabile dal forum GW Tilea, http://www.forumgwtilea.it/forum/
In quanto facente parte della linea Specialist Games, Epic Armageddon è pensato per i veterani di Warhammer 40'000 che vogliono sperimentare immense battaglie con migliaia e migliaia di punti. Si differenzia in questo da Apocalisse per la scala delle miniature, considerevolmente ridotta, per poter effettuare scontri sui normali campi di battaglia di Warhammer 40'000.